# Teutônia
Teutônia is een gemeente in de Braziliaanse deelstaat Rio Grande do Sul. De gemeente telt 27.215 inwoners (schatting 2009).

## Aangrenzende gemeenten
De gemeente grenst aan Barão, Boa Vista do Sul, Colinas, Estrela, Imigrante, Maratá, Paverama, Poço das Antas en Westfália.

## Verkeer en vervoer
De plaats ligt aan de wegen BR-453, RS-128 en RS-419.